# Shōji Hayashi

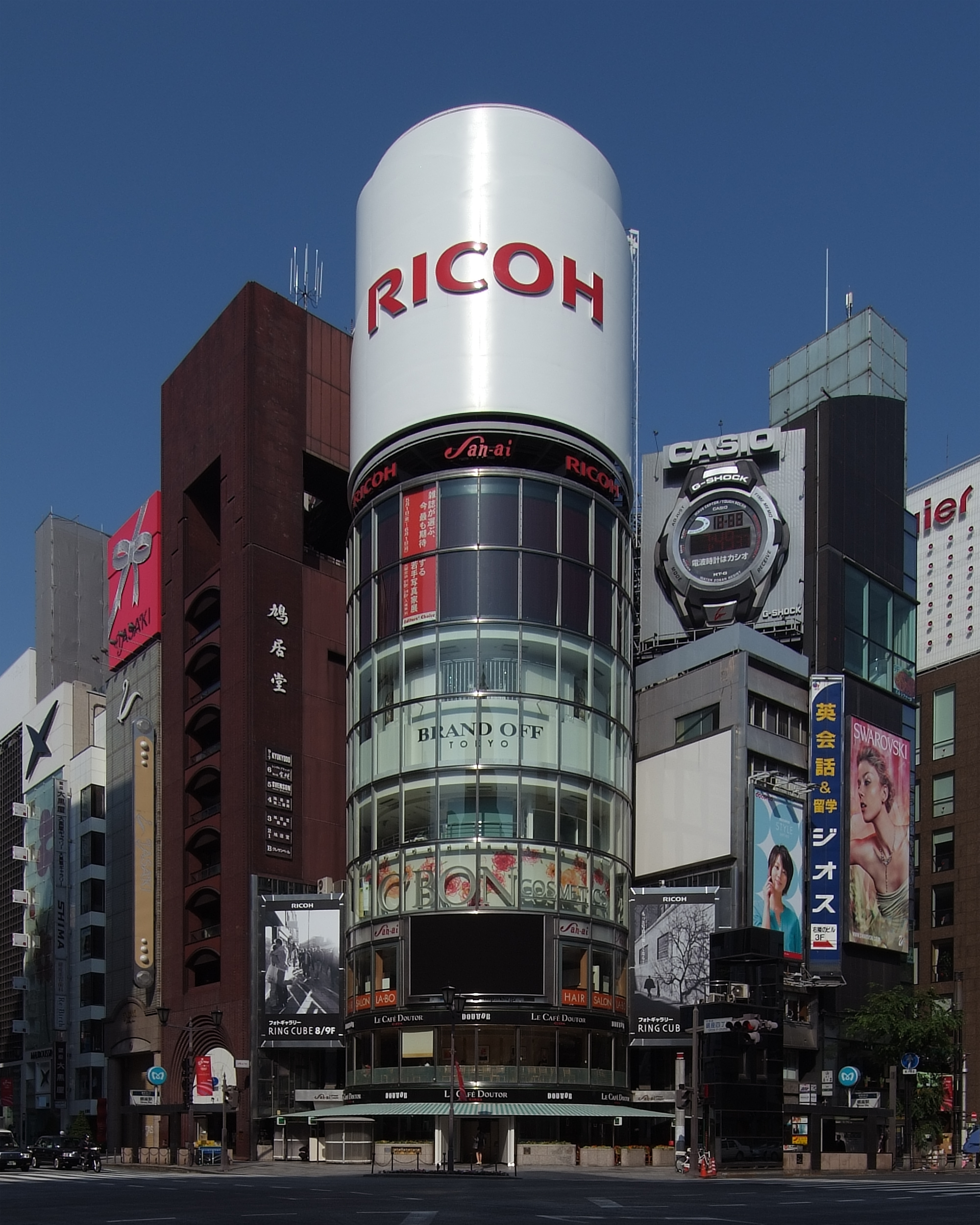
San'ai Dreamcenter (1962)

Shōji Hayashi (japanisch 林 昌二, Hayashi Shōji; geboren 23. September 1928 in Tokio; gestorben 30. November 2011) war ein japanischer Architekt der Shōwa-Zeit.

## Leben und Werk
Hayashi Shōji machte 1945 seinen Abschluss an der Schule und 1953 seinen Abschluss an der Abteilung für Architektur der Fakultät für Ingenieurswesen der Tōkyō Kōgyō Daigaku. Anschließend trat er in das Bauunternehmen Nikken Sekkei ein, eine Firma, die sich aus einer Instandsetzungsabteilung des Großunternehmens Sumitomo, das nach dem Pazifikkrieg entflochten worden war, entwickelt hatte. Als Hayashi in die Firma eintrat, hatte diese nur geringe Bedeutung, aber durch seine Theorien moderner Bauweise und besserer Geschäftsabwicklung wuchs die Firma schnell und konnte Aufträge jeder Art und jeder Größe übernehmen. Das war der Stand der Entwicklung in den 1960er Jahren. 1973 wurde er Direktor, dann stellvertretender Firmenchef, stellvertretender Aufsichtsratsvorsitzender.
Hayashi verfolgte bei seinen Entwürfen keine besonderen oder betont einmaligen Ideen, sondern er strebte mit seinem Design eine „selbstverständliche Architektur“ (当たり前の建築 atarimae no kenchiku) an, also eine Architektur, die jedermann zugänglich ist. Auf dieser Basis gestaltete er eine Reihe von Gebäuden mit ganz unterschiedlichem Zweck. Dazu gehören das Tōyō Shimpō-Verlagsgebäude (登用新法; 1961), das San'ai Dreamcenter (1962), das Palaceside Gebäude (パレスサイドビルディング; 1966) für die Zeitung Mainichi Shinbun, das Pola-Gebäude (ポーラ五反田ビル; 1971) in Gotanda, das I.B.M.-Gebäude (日本IBM本社ビル; 1971), die Nakano Sunplaza (中野サンプラザ; 1973), das  Mitsui Bussan Gebäude (三井物産ビル; 1976), das Shinjuku-NS-Building (新宿NSビル; 1982) und das Bunkyō Civic Center (文京シビックセンター; 1991).
Hayashi verfasste eine Reihe von Büchern zum Architekturwesen:
- Methode, Fehler beim Bauen zu machen (建築に失敗する方法 Kenchiku ni shippai suru hōhō; 1980)
- Meine Wohnung, Aufsatz (私の住居・論 Wataskushi no sumai - ron; 1981)
- Büro-Renaissance, über das intelligente Gebäude hinaus (オフィスルネサンス　インテリジェントビルを超えて Ofisurenesansu interijentobiru o koete; 1996)
- Entwerfen des 22. Jahrhunderts (二十二世紀を設計する Nijuniseki o sekkei suru; 1994)
- Giftbuch des Architekten Hayashi Shōji (建築家林昌二毒本 Kenchikuka Hayashi Shōji dokuhon; 2004)
- Die Arbeit Hayashi Shōjis (林昌二の仕事 Hayashi Shōji no shigoto; 2008)

## Bilder

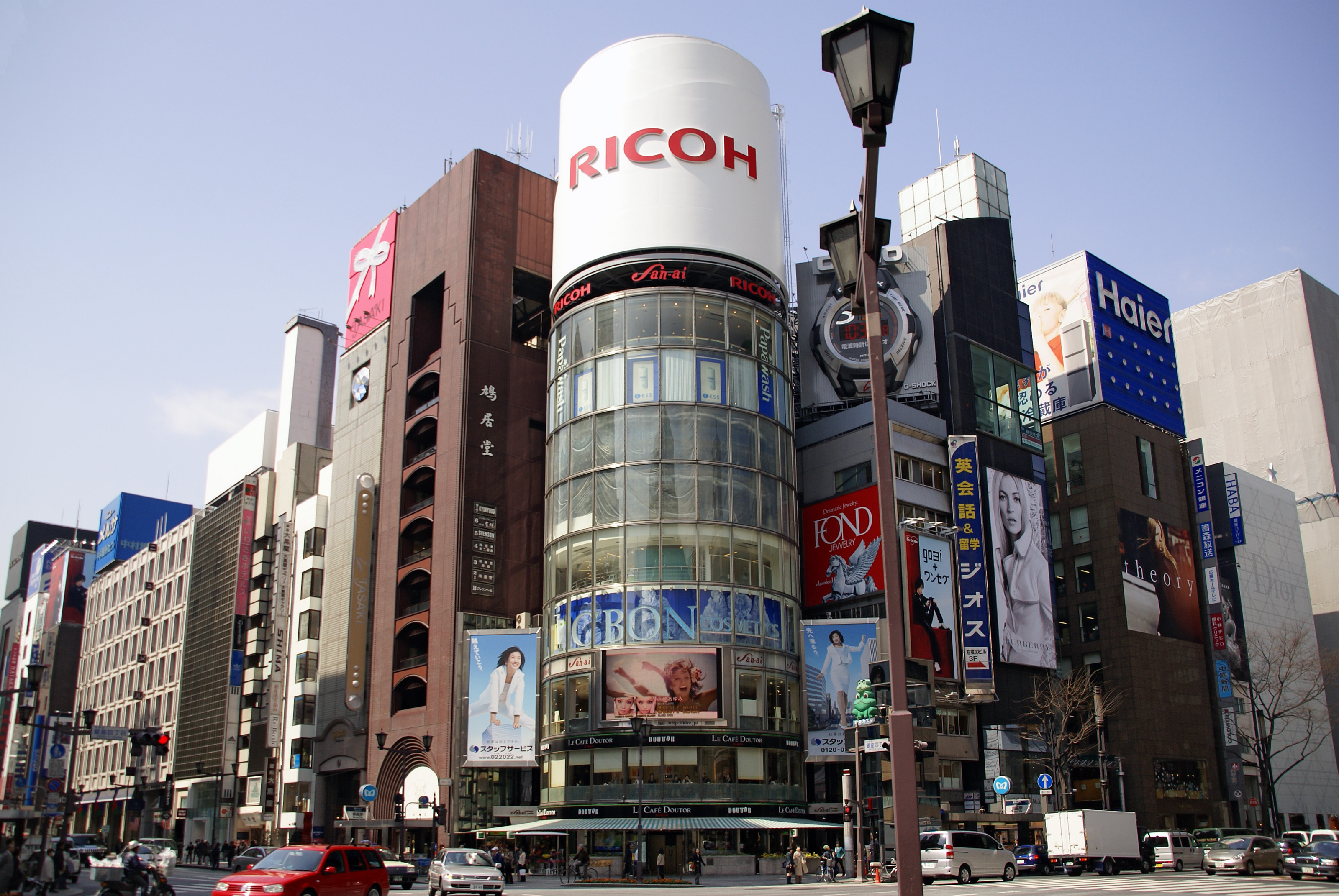
San'ai bei Tage
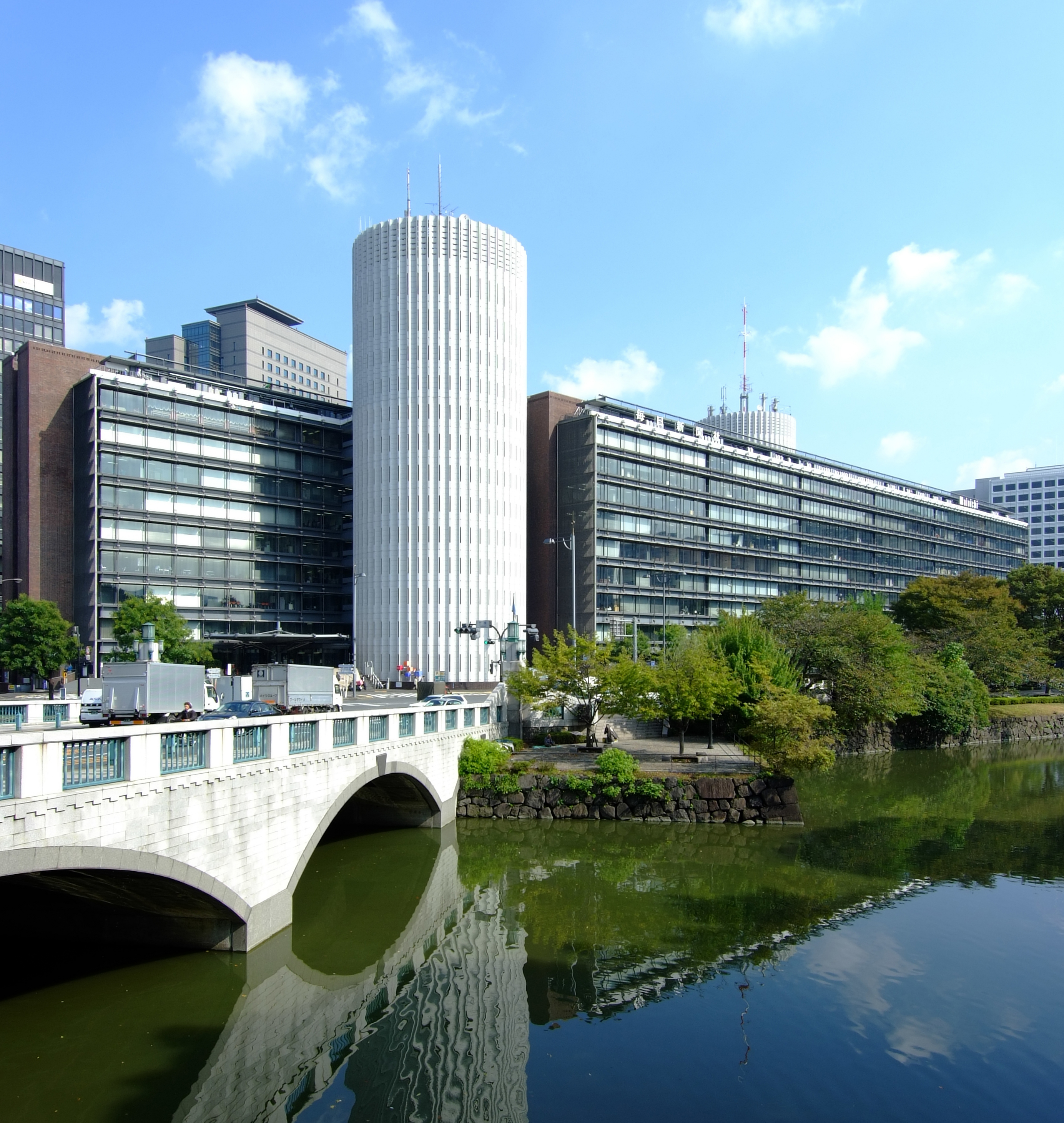
Palaceside Gebäude
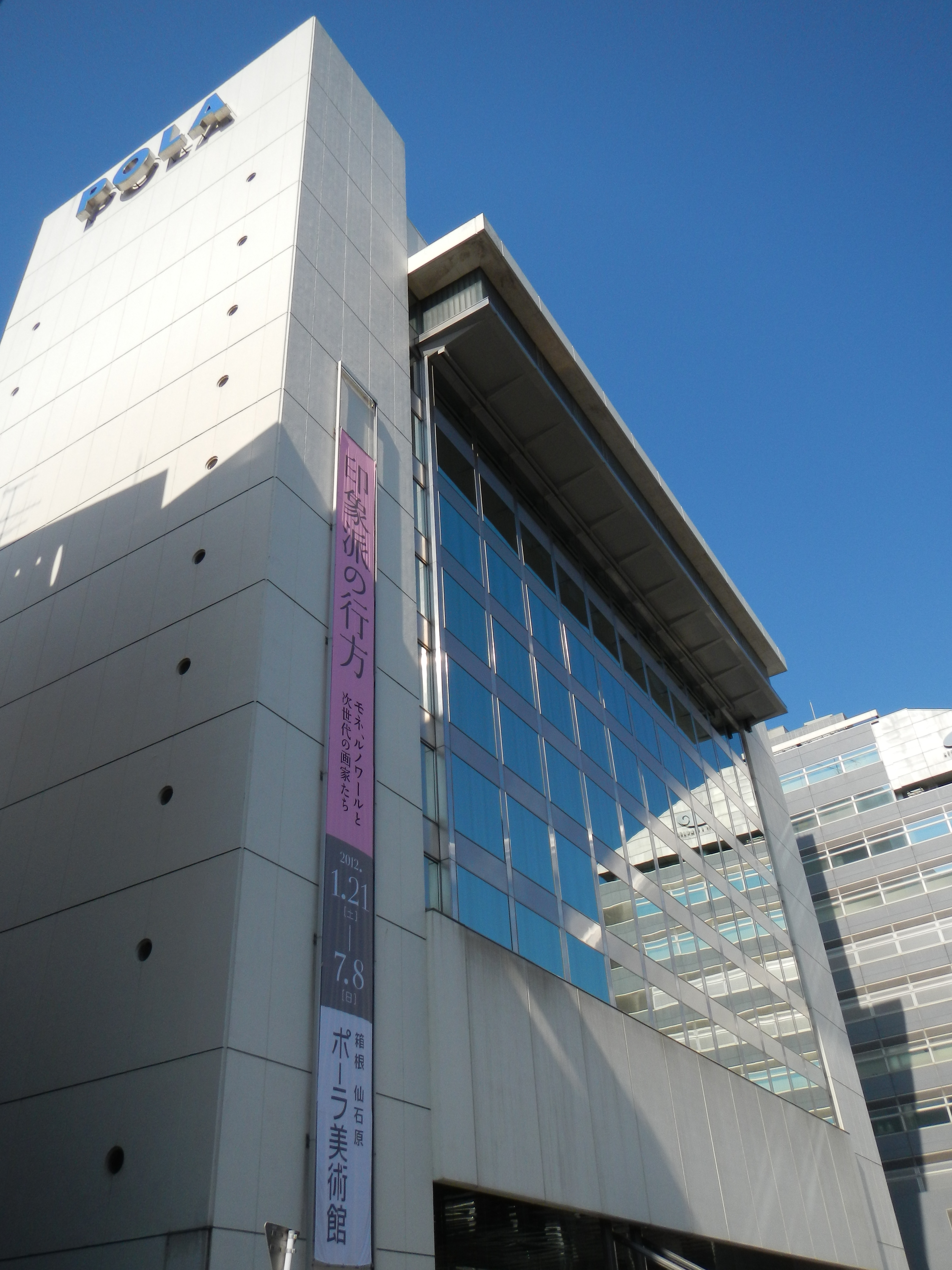
POLA-Gebäude
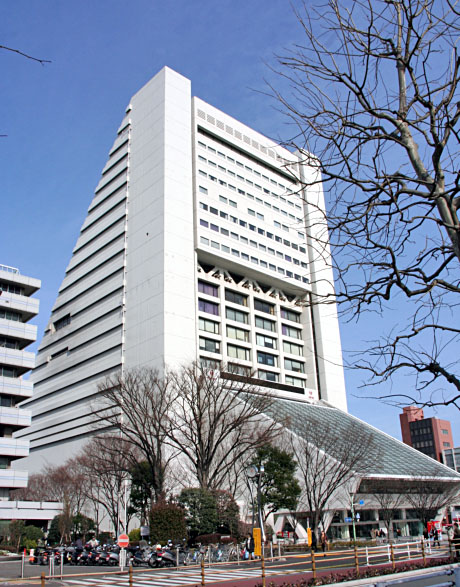
Nakano Sunplaza
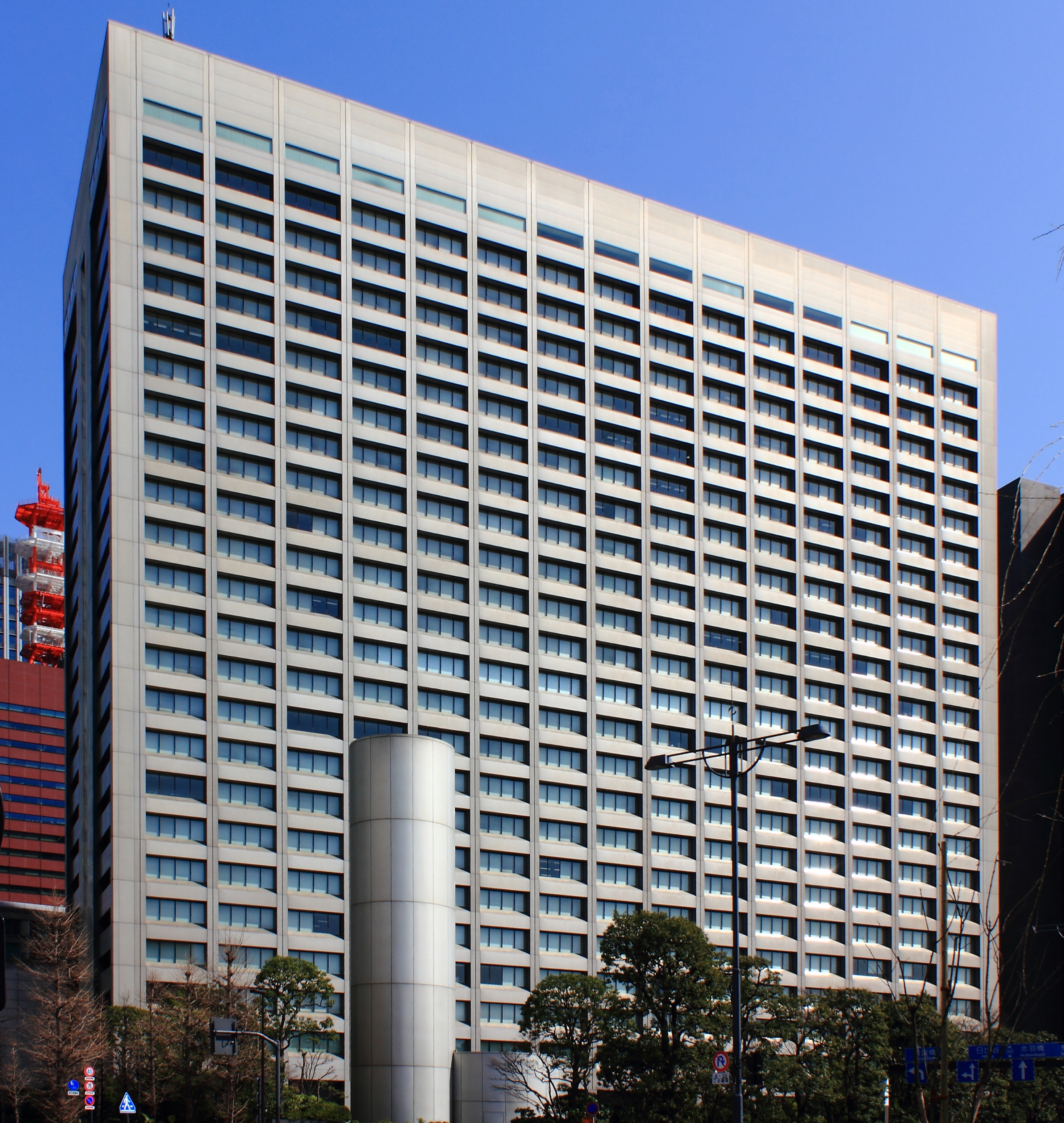
Mitsui Bussan
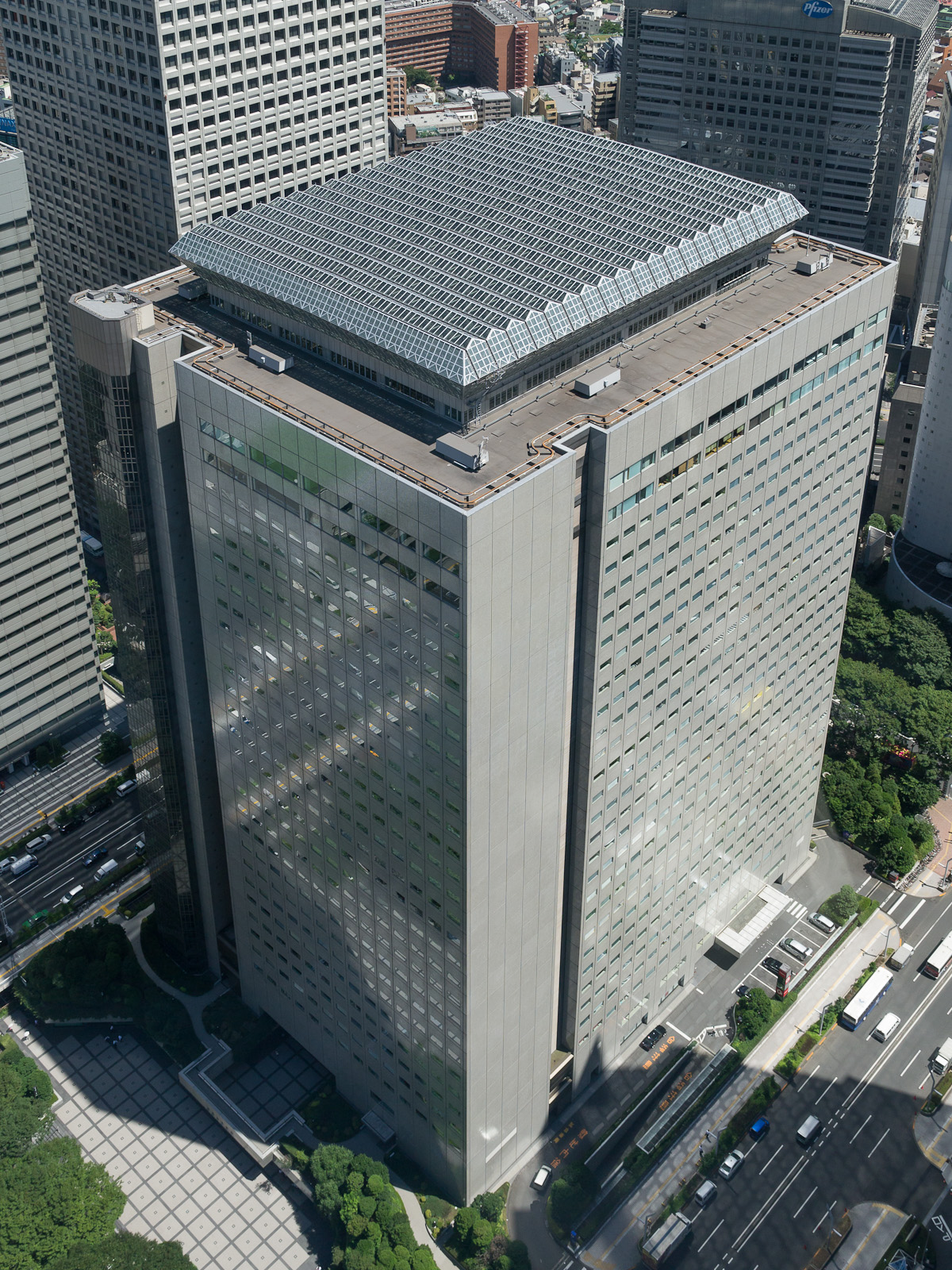
Shinjuku-NS-Building
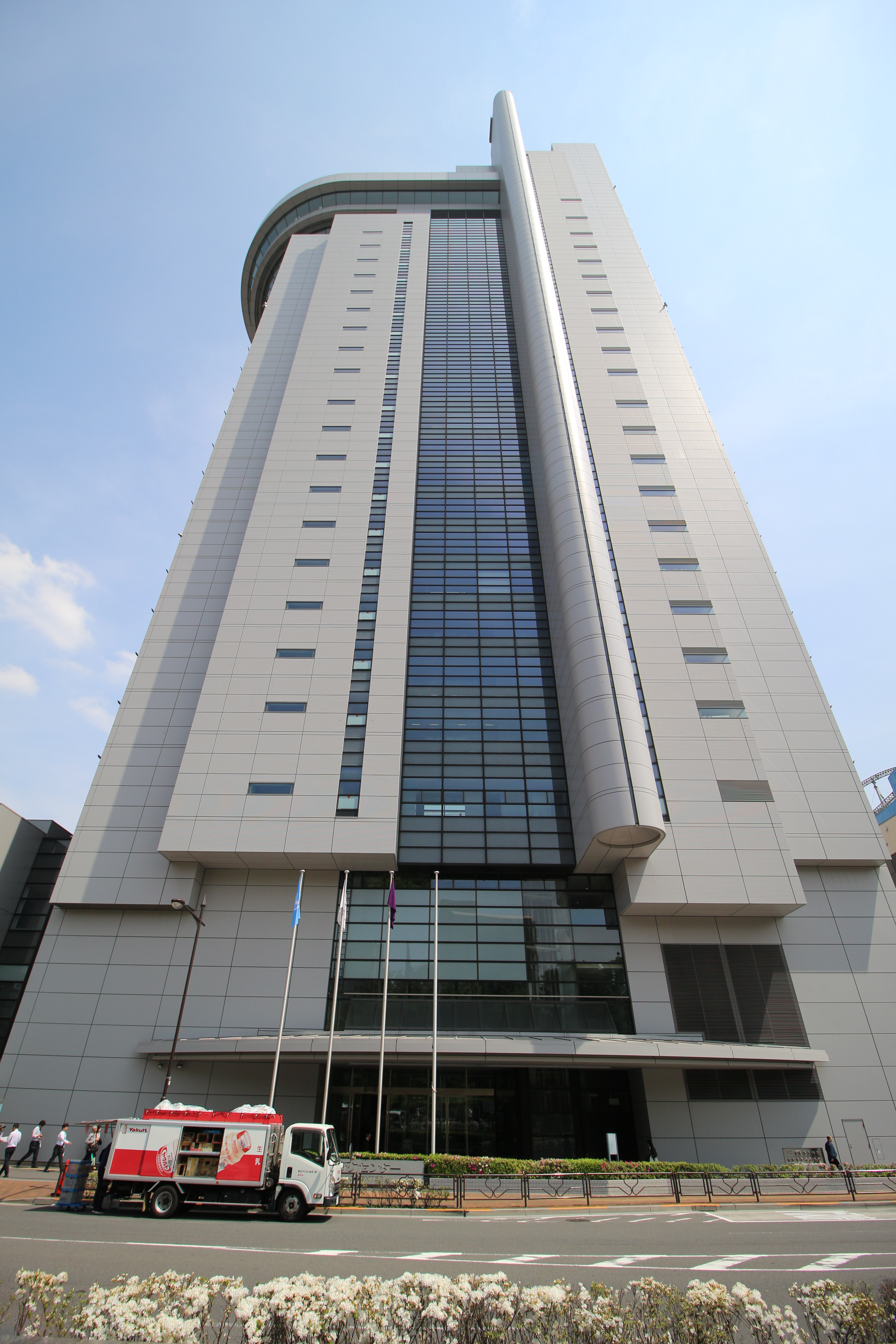
Bunkyō Civic Center